# 増本浩平
増本 浩平（ますもと こうへい、1982年7月11日 - ）は、神奈川県藤沢市出身の元サッカー選手、サッカー指導者。現役時のポジションはDF、FW。

## 来歴
湘南ベルマーレユース時代の高校2年生時、FWからDFに転向して茂庭照幸とセンターバックを組み、全日本ユース選手権準優勝に貢献、国体にも2年連続で出場を果たす。東京農業大学時代には当初はDFとしてプレーをしたが、4年次に再びFWに戻り、2004年関東大学サッカーリーグ2部得点王、ベストイレブンに輝きチームの1部昇格に貢献する。副将も務めた。
2005年、サガン鳥栖の練習生を経て当時JFLのSC鳥取（現・ガイナーレ鳥取）に加入する。ルーキーシーズンにはJFL5位となる14ゴールを決めた。2007年は主に右サイドバックとして出場。2008年シーズン終了後にガイナーレ鳥取を退団。2009年2月28日に現役引退が発表された。
引退後の2009年から、横河武蔵野FCジュニアユースのコーチに就任。2011年から同クラブユース監督を務める。
2017年に松本山雅FC U-15(Jrユース)コーチに、同年7月にU-15監督、2018年からトップチームコーチに就任。
2021年から古巣である鳥取のヘッドコーチに就任。同年5月4日付で監督を解任された髙木理己の後任が決まるまで暫定的に鳥取の指揮を執ると発表された が、5月10日に金鍾成の監督就任が決定したため公式戦で指揮を執る事は無かった。
2023年1月、S級コーチライセンスに認定された。
2023年6月、同年6月18日付で監督を解任された金鍾成に代わって暫定的に鳥取の指揮を執る。同年10月17日、2023年シーズン残り7試合全試合を指揮することが発表された。就任当初18位だったチームを最終順位6位まで上げたものの、2023年シーズンをもって鳥取を契約満了で退団。
2024年シーズンからギラヴァンツ北九州の監督に就任。
前年、J3最下位であったチームを序盤から勢いづけ、6月にはJ3月間最優秀監督に選ばれる。夏場以降は停滞したものの、最終節までJ2昇格プレーオフを争った。チームの再建を評価され、2025年も指揮を執ることになった。

## 所属クラブ
- 湘南ベルマーレユース
- 東京農業大学
- 2005年 - 2008年 SC鳥取/ガイナーレ鳥取

## 個人成績
| 国内大会個人成績 | 国内大会個人成績 | 国内大会個人成績 | 国内大会個人成績 | 国内大会個人成績 | 国内大会個人成績 | 国内大会個人成績 | 国内大会個人成績 | 国内大会個人成績 | 国内大会個人成績 | 国内大会個人成績 | 国内大会個人成績 |
| 年度             | クラブ           | 背番号           | リーグ           | リーグ戦         | リーグ戦         | リーグ杯         | リーグ杯         | オープン杯       | オープン杯       | 期間通算         | 期間通算         |
| 年度             | クラブ           | 背番号           | リーグ           | 出場             | 得点             | 出場             | 得点             | 出場             | 得点             | 出場             | 得点             |
| 日本             | 日本             | 日本             | 日本             | リーグ戦         | リーグ戦         | リーグ杯         | リーグ杯         | 天皇杯           | 天皇杯           | 期間通算         | 期間通算         |
| ---------------- | ---------------- | ---------------- | ---------------- | ---------------- | ---------------- | ---------------- | ---------------- | ---------------- | ---------------- | ---------------- | ---------------- |
| 2005             | SC鳥取           | 22               | JFL              | 26               | 14               | -                | -                | 2                | 1                | 28               | 15               |
| 2006             | SC鳥取           | 22               | JFL              | 29               | 8                | -                | -                | 2                | 0                | 31               | 8                |
| 2007             | 鳥取             | 22               | JFL              | 29               | 2                | -                | -                | 2                | 0                | 31               | 2                |
| 2008             | 鳥取             | 22               | JFL              | 6                | 0                | -                | -                | 0                | 0                | 6                | 0                |
| 通算             | 日本             | 日本             | JFL              | 90               | 24               | -                | -                | 6                | 1                | 96               | 25               |
| 総通算           | 総通算           | 総通算           | 総通算           | 90               | 24               | -                | -                | 6                | 1                | 96               | 25               |

## 指導歴
- 2009年 - 2016年 横河武蔵野FC/東京武蔵野シティFC
  - 2009年 ジュニアユース(U-14) コーチ
  - 2010年 ジュニアユース(U-13) コーチ
  - 2011年 - 2016年 ユース監督
- 2017年 - 2020年 松本山雅FC
  - 2017年 - U-15(Jrユース) コーチ
  - 2017年7月 - 12月 U-15(Jrユース) 監督
  - 2018年 - 2019年 トップチーム コーチ
  - 2020年 U-15 コーチ
- 2021年 - 2023年 ガイナーレ鳥取
  - 2021年 - 2023年6月 ヘッドコーチ
    - 2021年5月 暫定監督
    - 2023年6月 - 同年10月 暫定監督

  - 2023年10月 - 同年12月 監督
- 2024年 - ギラヴァンツ北九州 監督

## 監督成績
| 年度 | 所属 | クラブ | リーグ戦 | リーグ戦 | リーグ戦 | リーグ戦 | リーグ戦 | リーグ戦 | カップ戦       | カップ戦  |
| 年度 | 所属 | クラブ | 順位     | 勝点     | 試合     | 勝       | 分       | 敗       | ルヴァンカップ | 天皇杯    |
| ---- | ---- | ------ | -------- | -------- | -------- | -------- | -------- | -------- | -------------- | --------- |
| 2023 | J3   | 鳥取   | 6位      | 41       | 24       | 11       | 8        | 5        | -              | 1回戦敗退 |
| 2024 | J3   | 北九州 | 7位      | 56       | 38       | 15       | 11       | 12       | 2回戦敗退      | 2回戦敗退 |
| 2025 | J3   | 北九州 | 位       |          |          |          |          |          |                |           |

- 2023年シーズンは6月から指揮。順位は最終順位。

## タイトル

### 個人
- 明治安田Ｊリーグ 月間優秀監督賞(2024年6月）